# Wen Shu
Wen Shu , född 1595, död 1634, var en kinesisk målare.
Nedslagskratern Wen Shu på planeten Venus är uppkallad efter henne.